# Infested
Infested (BR: Infested: A Invasão /PT:Contaminados) é um filme estadunidense de 2002, do gênero terror e produzido pela Sony Pictures. É o primeiro longa metragem dirigido pelo também roteirista Josh Olson.
O filme mostra seis amigos que se reúnem numa antiga de campo, lugar onde costumavam ficar quando crianças e que acabam virando iscas de moscas mutantes que agora habitam o lugar e detestam os seres humanos. Embora tenha recebido críticas negativas por seus efeitos visuais, o filme foi lançado em vários países.

## Enredo
Quando Steven, que trabalhava em um laboratório químico, misteriosamente é encontrado morto, seus amigos de infância e sua namorada Jesse se reúnem para o funeral. Eles decidem ficar em uma remota casa de campo onde passavam as férias. Mas eles não sabem que o local agora é dominado por moscas geneticamente modificadas que pretendem tomar o corpo dos seres humanos.
Ao chegarem na casa, eles não percebem nada e as moscas, que são sensíveis a luz do sol, apenas os vigiam esperando a hora de atacar. Devido a atitudes baixas e desentendimentos, alguns deles começam a se estranhar, o que leva Bob a deixar a casa. Porém, ele é surpreendido na estrada ao ver a imagem de Steven parado na sua frente.
Ao ir a praia, que ficava bem próxima a casa, Ellen é a primeira a ser possuída pelas moscas e ela dá um beijo na boca de Carl passando as moscas para ele também. Os dois zumbis voltam a casa com o objetivo de transferir as moscas pela boca e "infestar" seus amigos. Jesse, Warren e Eric conseguem se manter seguros dentro da casa, enquanto Ellen e Carl pegam Mindy e Elliot, que são possuídos também. Eles preparam o ataque do lado de fora e pretendem invadir a casa a noite.
A noite, Warren é possuído e Bob volta de carro, também já controlado pelas moscas. Eles invadem a casa em busca de Jesse e Eric. Mas ao tocar a música Dá, Dá, Dá, Jesse e Eric descobrem que as moscas são hipnotizadas pela música e que elas não conseguem se controlar ao ouvirem, fazendo seus hospedeiros dançarem.
Jesse e Eric pretendem ligar várias caixas de som para atrair as moscas para dentro da casa e em seguida explodi-la. Mas a música não é suficiente, as moscas são mais inteligentes do que os próprios seres humanos e quando Steven aparece vivo e se revela o líder das moscas, Eric também é possuído.
Sozinha, Jesse, coloca fogo na casa no momento que as moscas e e seus zumbis pretendem pega-la. A casa explode e Jesse corre para a floresta. Depois de passar a madrugada perdida na mata, Jesse encontra uma igreja, onde entra para descansar. Mas aparece um padre que abre a boca e Jesse percebe que ele também está possuído. Jesse grita e não é revelado o que acontece com ela. Em um determinado momento do filme, um dos personagens fala que Jesse tem o símbolo da vida eterna tatuado nas costas.

## Produção
Com produção da Sony Pictures, Infested - A Invasão teve suas filmagens realizadas no inicio de 2002 na região costeira de Long Island em Nova York, nos Estados Unidos. As filmagens duraram cerca de 1 mês.
Infested usou diversas referencias da cultura popular. Durante o filme são citados filmes e séries como O Senhor das Moscas (Lord of the Flies) e The Return of the Secaucus Seven, citados pelo personagem Eric, interpretado por Robert Duncan McNeill e As Meninas Super-Poderosas, mencionado como o programa de TV favorito de Jesse, vivida por Amy Jo Johnson. A música Da Da Da, cantada por Trio, foi utilizada como referencia aos anos 80, de onde os personagens do filme guardavam recordações da adolescência. A canção pode ser ouvida em diferentes momentos no filme.

## Lançamento
O filme teve sua primeira exibição durante o Hamptons International Film Festival em 18 de outubro de 2002. Seu lançamento em DVD ocorreu em 4 de fevereiro de 2003, onde com o titulo prolongado de "Infested: Invasion of the Killer Bugs". No Brasil, o filme teve sua estreia nos canais da HBO e foi lançado juntamente em VHS e DVD pela Columbia TriStar Home Entertainment. Foi exibido na TV aberta pela Rede Bandeirantes em 2003.

## Elenco
- Amy Jo Johnson como Jesse
- Robert Duncan McNeill como Eric
- Tuc Watkins como Carl
- Zach Galligan como Warren
- Mark Margolis como Padre Morning
- Lisa Ann Hadley como Ellen
- Daniel Jenkins como Steven
- Nahanni Johnstone como Mindy
- Jack Mulcahy como Bob
- David Packer como Elliot
- Camilla Overbye Roos como Robin